# Submission
Submission este un film de scurt metraj olandez, produs de Theo van Gogh, după un scenariu de Ayaan Hirsi Ali care critică Islamul și violența împotriva femeilor.

## Rezumat
Filmul se deschide cu o femeie care-și face rugăciunile. Ea poartă un văl și un chādor transparent, prin care i se văd versuri din Coran scrise pe piele. Prin intermediul ei filmul împărtășește povestea a patru personaje fictive:
1. O fată și un bărbat care se îndrăgostesc unul de celălalt fără a fi căsătoriți și sunt ostracizați de societate
2. O fată de 16 ani care este dată în căsătorie unui om pe care nu-l suferă și care o forțează să participe la actul sexual citându-i din Coran
3. O soție care este bătută regulat de soțul ei gelos, deși aceasta urmează regulile și stă în casă majoritatea timpului.
4. O fată necăsătorită trebuie să se supună unchiului ei care o violează și o lasă însărcinată. Pentru a nu întina reputația acestuia, familia refuză să o creadă pe fată.